# Birgit Klostermeier
Birgit Klostermeier (* 1960 in Herford) ist eine deutsche Theologin. Sie war von Februar 2015 bis März 2020 Landessuperintendentin (Regionalbischöfin) für den Sprengel Osnabrück der Evangelisch-lutherischen Landeskirche Hannovers.

## Leben
Birgit Klostermeier wuchs in Witten/Herdecke und in Osnabrück auf. Sie studierte Evangelische Theologie und Soziologie in Göttingen und Heidelberg. Im Anschluss an ihr Vikariat in Hannover war sie elf Jahre lang Pastorin in Wunstorf. Ab 1995 war sie Studienleiterin im Pastoralkolleg in Loccum und von 2002 bis 2007 Leiterin der Fortbildung in den ersten Amtsjahren (FEA) der Evangelisch-lutherischen Landeskirche Hannovers mit Sitz in Loccum. Ab März 2008 war sie wissenschaftliche Mitarbeiterin im Sozialwissenschaftlichen Institut der EKD und promovierte 2010 über Das unternehmerische Selbst der Kirche an der Universität Basel. 2010 folgte ihre Berufung auf das Amt der Superintendentin im Kirchenkreis Berlin-Schöneberg. Im Juni 2014 folgte die Berufung zur Landessuperintendentin des Sprengels Osnabrück. Am 7. Februar 2015 wurde Klostermeier in der Osnabrücker Marienkirche durch Landesbischof Ralf Meister in ihr Amt eingeführt und am 21. März 2021 von ihm am selben Ort verabschiedet.

## Auszeichnungen
- 2012: Klaus-von-Bismarck-Preis der Stiftung Sozialer Protestantismus[6]

## Schriften
- Das unternehmerische Selbst der Kirche: eine Diskursanalyse, De Gruyter, Berlin/Boston 2011; zugleich Dissertation Universität Basel 2010, ISBN 978-3-11-025952-0